# René Roep
R.H. (René) Roep (Utrecht, 25 april 1953) is een voormalig Nederlands politicus van het CDA.
Roep studeerde Sociale Geografie aan de Katholieke Universiteit Nijmegen waar hij afstudeerde op het hoofdvak Planologie. Hierna begon hij zijn carrière bij de gemeentelijke overheid. Hij was hoofd van de afdeling economische aangelegenheden bij de gemeente Schiedam voor hij in september 1986 benoemd werd tot gemeentesecretaris van de Friese gemeente Dantumadeel als opvolger van Albert Holvast. 
In februari 1994 werd Roep burgemeester van de Limburgse gemeente Maasbracht en in september 2001 volgde zijn benoeming tot burgemeester van de Noord-Brabantse gemeente Gilze en Rijen. Op 15 december 2010 werd Roep geïnstalleerd als burgemeester van Vlissingen.
Op 5 augustus 2013 werd bekend dat Roep €4500 diende terug te betalen wegens onrechtmatige declaraties. Zo declareerde hij onder andere onterecht een bed en ander huisraad. Het zag ernaar uit dat een meerderheid van de gemeenteraad op 5 september 2013 om zijn aftreden zou vragen. Vooraf aan die gemeenteraadsvergadering maakte Roep bekend zijn ambt als burgemeester van Vlissingen neer te leggen.